# Saint-Martin-sous-Vigouroux
Saint-Martin-sous-Vigouroux es una población y comuna francesa, situada en la región de Auvernia, departamento de Cantal, en el distrito de Saint-Flour y cantón de Pierrefort.

## Demografía
| 482 | 418 | 410 | 382 | 357 | 279 |
| Para los censos de 1962 a 1999 la población legal corresponde a la población sin duplicidades (Fuente: INSEE [Consultar]) |     |     |     |     |     |